# Papilio diophantus
Statut de conservation UICN

DD : Données insuffisantes
Espèce
Papilio diophantus est une espèce de lépidoptères (papillons) de la famille des Papilionidae. L'espèce est endémique de l'île de Sumatra en Indonésie.

## Systématique
L'espèce Papilio diophantus a été décrite pour la première fois en 1883 par Grose-Smith dans The Entomologist's monthly magazine.